# Boxborough
Boxborough város az USA Massachusetts államában, Middlesex megyében. Lakosainak száma 5506 fő (2020. április 1.).

## Népesség
A település népességének változása:
| Lakosok száma | 395  | 4996 | 5506 |
|               | 1850 | 2010 | 2020 |